# エフエムさがみ
株式会社エフエムさがみは、神奈川県相模原市、愛甲郡愛川町、東京都町田市及びその周辺を放送区域として超短波放送（FM放送）によるコミュニティ放送を行う特定地上基幹放送事業者である。
全国で43番目、県内で7番目のコミュニティFM局として1996年9月15日に開局した。
会社名と愛称は長年同一であったが、2015年12月より「FM HOT 839」（えふえむ ほっと はちさんきゅう）の新愛称を用いている。

## 概要
周波数は83.9MHz、空中線出力20ワット、最大実効輻射出力46ワットであり、コールサインはJOZZ3AL-FMである。
相模原台地上の開けた地に送信所があるため、神奈川県相模原市をはじめ、愛甲郡愛川町、厚木市、座間市、海老名市、綾瀬市、大和市、横浜市泉区、同市瀬谷区、旭区、高座郡寒川町、藤沢市、茅ヶ崎市、都県境をまたいで東京都町田市、八王子市あたりで視聴可能であり、FM放送電波による可聴人口は100万人を超える。
本社・演奏所は相模原市中央区相模原にあり、JR横浜線相模原駅より徒歩12分。送信所は演奏所より1キロほど離れた、海抜173.4メートル、地上61.7メートルの位置にある。
インターネットによるサイマル放送はSimulRadioを経由した配信で、海外からもアクセス可能。またスマートフォン等の携帯端末を対象に、FMプラプラ提供の公式アプリがリリースされている。インストールする事でサイマル放送を簡単な操作で再生できる他、災害発生等の重要な情報を、テキストによるプッシュ配信で受け取ることができ、メッセージを送る手段としても存在している。
コミュニティーFM放送局としては比較的珍しい純民間資本（第二セクター）の企業である。愛称は1996年9月15日の開局時が「FM-SOCK」（「Sagamihara（相模原）」「Oputimistic（楽天的な）」「Chat（おしゃべり）」「Keep up（維持する）」の頭文字）、1998年9月15日からは「グリーンネット fms」、1999年夏頃からは「エフエムさがみ」を用いていた。開局20周年を前に2015年9月から11月にかけて新愛称を一般公募、その中から選ばれた「FM HOT 839」を同年12月よりステーションネームとして使用している。HOTは、「Heart of Talk（心の会話）」、「Heart of Tale（物語の中心）」、「Healing of Talk（会話の癒し）」、「Hospitality of Talk（会話で心のこもったおもてなし）」などの頭文字から採ったものである。
地域密着の一環として、相模原市内の中学生の職場体験（インターンシップ）を積極的に受け入れている。

## 沿革
- 1996年 - 開局。
- 2009年以降、相模原市立相模原球場で行われている横浜DeNAベイスターズ（当時横浜ベイスターズ）の主催試合を放送していた。なお、番組はTBSラジオ（対戦相手地元局向けの裏送りを含む）や、対戦相手地元のJRN系列局が相模原にスタッフを派遣して制作しており、これを放送している。
- 2011年7月1日より、インターネットラジオであるサイマルラジオによる配信を開始。
- 2015年12月より、ステーションネームとして「FM HOT 839」を使用開始。

## 災害報道への備え
放送区域が東海地震の地震防災対策強化地域に指定されていたり、相模トラフを震源とする地震の想定震源域直上であるなどの地域性から、同社は災害時における地域コミュニティ情報を中心に災害報道体制を充実させている。

### 緊急情報放送システム
相模原市において震度4以上の地震の発生した時、緊急地震速報発表時、東海地震の警戒宣言が内閣総理大臣から発令された時、東海地震予知情報や東海地震注意情報といった東海地震関連情報が気象庁から発表された時、及びJ-ALERTによる武力攻撃事態等の緊急情報が発信された時に、自動的に通常放送に割り込み、相模原市の防災行政無線であるひばり放送と同一内容を放送して市民に警戒を呼びかけるものである。1995年1月の阪神・淡路大震災発生時に、防災行政無線システムが正常に動作せず市民に的確な緊急情報を提供できなかったことを教訓に、屋外スピーカーなどからの防災行政無線放送を補完する情報提供手段として、1998年6月にシステムが構築、運用されている。相模原市の防災行政無線の情報ではあるが、近隣の市町の住民にとっても有用な情報となりえるものである。
2009年8月11日に発生した駿河湾地震の際には相模原市でも震度4を観測したことから、このシステムが作動した。当日はお盆のため通常の生放送は休止しており、10時から放送予定だった特別番組内で担当パーソナリティーの甲斐ダイスケが緊急情報放送システムについて改めて説明をした。平時においても、緊急情報放送システムの説明及び常にラジオを用意して83.9Mhzを受信できる環境を構築しておくことを呼びかけている。

### 災害放送協定
神奈川県相模原市、愛甲郡愛川町、東京都町田市の2市1町の間で、それぞれ協定が結ばれている。これは、災害等が発生した場合や発生のおそれがある場合において、各市町からの災害情報の放送依頼があった場合、同社は通常放送に優先してそれらを放送するというものである。
この放送には、災害への警戒の呼びかけ、避難指示や避難勧告の広報といった災害発生前の防災情報のほか、災害発生後の地域の細かな被災状況、ライフラインの被災状況や復旧の情報、安否情報、避難所、食料配布先案内情報といった、地域密着のコミュニティFM放送局の特徴を生かせる情報の提供も含まれている。また、同社が必要を判断した場合は、災害情報や安否情報等の提供を2市1町に対して求めることができる。
なお、相模原市とは、同社が被災して放送継続不能になった場合の臨時災害放送局設置のための施設確保や総務省への手続きなどについて、同市が協力または代行することも規定しており、同市における重要な防災インフラと位置づけられていることが分かる。

## 代表的な番組
- 竹中通義モーニングワイド（月 - 金曜日 7:00 - 9:54）途中、7:54 - 7:59・9:54 - 9:59は相模原インフォメーション、　8:54 - 8:59は東京町田インフォメーションの放送あり。
- とれたてランチBOX（月 - 金曜日 10:00 - 12:59）
  - 地元プレス
  - ご当地クイズ〜ここはどこでしょう?〜　など
- 午後ティー（月・火・水（2週目を除く）・金曜日 13:00 - 14:59、水（2週目のみ）・木曜日 13:00 - 14:24）
- HOT PRESS（月 - 金曜日 16:00 - 16:59）（青学アナウンス研の学生が日替わりでパーソナリティとして放送）
- カラフル☆ハミング（月 - 金曜日 17:00 - 18:59）
- 川畑よしのすけの爆裂ラジオDOKKANN!!（水曜日 21:00 - 22:59 、再放送 日曜日 19:00 - 20:59）
- 南川ある あるのあるがまま（金曜日 19:00 - 19:58）
- Music VOX（金曜日 22:00 - 23:00）
- まよなからじお120（金曜日 深夜24:05 - 25:49、YouTube Liveで配信）
- Non-Stop Radio（土曜日 14:00 - 15:59）
- サンデーリクエストライン（日曜日 13:00 - 15:59）
- 相模原インフォメーション
- 東京町田インフォメーション
- 愛川町インフォメーション
- 「市長と話そう」〜もっと知りたい相模原〜（毎月第2金曜日 13:30 - 14:00）
- やさしい日本語（多国語放送）
- 大好き!中央区（毎月第1木曜日 19:00 - 19:29、再　第2（水）14:30 - 14:59・第3（日）7:00 - 7:29・第4（土）10:30 - 10:59）
- Hot Music Selection（パーソナリティが決めたテーマに沿ってお送りしている30分の音楽番組。EDM、アニソンなど）
- 佐々木正行の県政報告
- アニソンフォーラム （不定期放送）
  - 主に祝日、ゴールデンウィーク、お盆、年末年始などに不定期で放送される。4時間 - 9時間ぶっとおしでリクエストされたアニメソングをかけつづける特別番組である。2006年5月5日に第1回が放送され、2016年5月の放送で10周年を迎えた老舗番組の1つである。サイマル放送開始以降は、全国どこででも視聴できるようになり、その影響で当該番組放送時は、同局へのサイマル放送が繋がりにくくなることがある。

## 過去に放送されていた番組
- それいけ!月光団
  - それいけ!月光団　本部（土曜日 16:00 - 19:00）
  - 以前は日曜日の週1回放送の「それいけ!さがみ月光団」であったのち、平日夕方もカラーリングとして放送されていた。
- トレジャー ドリーム ハンティング19（水曜日 19:00 - 20:29）
- さがみはら高校生クラブ（土曜日 24:00 - 24:59、日曜日 23:00 - 23:59）
- テイクハートタイム（月曜日 21:00 - 22:59）
- 劇団マチダックス1.2.3.4（木曜日 21:00 - 21:59）
- 古屋かおりの金曜ハミング（金曜日 16:00 - 18:54、USTREAMでも配信、2005年10月 - 2016年10月6日。全554回）
  - USTハミング（金曜日 19:00 - 20:00、上記の番組のUstream版限定配信。））
- いそらじっ!（火曜日 24:00 - 25:59、USTREAMでも配信） - 磯裕子がパーソナリティだったが、本人の活動休止後は西健志が引き継いだ。
- にしらじっ!（火曜日 24:00 - 26:00、USTREAMでも配信） - 西健志が引き継いだ番組。パーソナリティは西健志と古屋かおり。
- はみ出し中央区（毎月第4金曜日 13:00 - 13:29）